# مرکی
مرکی (به فرانسوی: Merceuil) یک کمون در فرانسه با جمعیت ۷۸۰ نفر است که در Canton of Beaune-Sud واقع شده‌است.